# Atomaria testacea
Atomaria testacea is een keversoort uit de familie harige schimmelkevers (Cryptophagidae). De wetenschappelijke naam van de soort werd in 1830 gepubliceerd door James Francis Stephens.